# Pristomyrmex obesus
Pristomyrmex obesus är en myrart som beskrevs av Mann 1919. Pristomyrmex obesus ingår i släktet Pristomyrmex och familjen myror.

## Underarter
Arten delas in i följande underarter:
- P. o. melanoticus
- P. o. obesus